# AC Connecticut
El AC Connecticut es un equipo de fútbol de los Estados Unidos que juega en la USL League Two, la cuarta liga de fútbol más importante del país.

## Historia
Fue fundado el 21 de diciembre del año 2011 en la ciudad de Newtown, Connecticut con el nombre CFC Azul como uno de los equipos de expansión de la USL Premier Development League. Es el club de fútbol más importante del estado de Connecticut de los más de 70 equipos existentes y es el único equipo de fútbol del estado organizado como un equipo profesional.
El 5 de setiembre del 2014 cambió su nombre por el que tienen actualmente luego de separarse del Connecticut Football Club.

## Gerencia
- Robin Schuppert - Gerente General[4]
- David Kelly - Entrenador[5][6]
- Kerry Clarke - Entrenador Adjunto[7]
- Nenad Cudic - Entrenador de Porteros[8]
- Olgert Dalipi - Entrenador Adjunto[9]
- Jamie Shure - Director de Operaciones
- Joe Addonizio - Director de Medios